# Rabih az-Zubayr

Rabihs abgeschlagener Kopf nach der Schlacht 1900

Rabih az-Zubayr ibn Fadl Allah (andere Schreibweisen seiner Namensbestandteile sind Rabeh, Fadlallah) (* um 1842; † 22. April 1900, bei Kousséri) war ein Kriegsherr und Herrscher im Bereich des Tschadsees.

## Leben
Geboren um 1842 als Sohn einer arabischen Familie in Halfaya al-Muluk, einem Vorort von Khartum, wurde Rabih Soldat in der irregulären ägyptischen Kavallerie und im Kampf gegen Äthiopien verwundet. In den 1860er Jahren verließ er die Armee und wurde Offizier in der Privatarmee des sudanesischen Sklavenjägers Al-Zubayr Rahma Mansur. Dieser wurde 1872 von Ägypten als Pascha der Provinz Bahr al-Ghazal eingesetzt und eroberte 1874 das Sultanat Darfur. 1876 wurde er aber in Kairo gefangengesetzt. Sein Sohn Suleiman rebellierte gegen den Khediven in Kairo, doch wurde sein Aufstand 1879 niedergeschlagen.
Rabih setzte sich, als die Niederlage Suleimans absehbar war, mit ca. 800 Soldaten ab und wanderte in das heutige Grenzgebiet von Südsudan, der Demokratischen Republik Kongo und der Zentralafrikanischen Republik, wo er ein kleines Herrschaftsgebiet kontrollierte. 1885 lud ihn der Mahdi Muhammad Ahmad ein, wollte ihn aber ermorden. Rabih erfuhr rechtzeitig davon und unterbrach seine Reise nach Khartum. 1887 unternahm Rabih Raubzüge gegen Darfur und Wadai. 1890 setzte er seinen Neffen Mohammed al-Senoussi im nördlichen Teil seines Herrschaftsgebietes als seinen Stellvertreter ein. 1892/1893 eroberte er Bagirmi. 1893 eroberte er Bornu und verwüstete dessen Hauptstadt Kukawa.
Rabih regierte fortan von Dikwa aus als Scheich von Bornu über die Länder rund um den Tschadsee. Er setzte sudanesische Offiziere als seine höchsten Beamten ein, jagte weiterhin Sklaven, exportierte von diesen ca. 2000 pro Jahr und führte Gesetze auf Basis der Scharia ein.
1899 zogen die Franzosen von Algerien aus durch die Sahara und von Westafrika aus über Sokoto gegen Rabih. Amédée-François Lamy, der Anführer der Truppen aus Algerien, vereinte beide Armeen. Am 22. April 1900 kam es zur Schlacht bei Kousséri. Lamy und Rabih fielen, doch die französischen Truppen gewannen die Schlacht und gründeten noch 1900 Fort Lamy (heute N’Djamena). Bis 1902 wurde das Reich Rabihs unter Frankreich, Großbritannien und Deutschland aufgeteilt.